# Головинська сільська територіальна громада
Головинська сільська громада — територіальна громада в Україні, в Рівненському районі Рівненської области. Адміністративний центр — с. Головин.
Площа громади — 201,6 км², населення — 7171 осіб (2020).

## Населені пункти
У складі громади 12 сіл:
- Базальтове
- Берестовець
- Вигін
- Головин
- Звіздівка
- Злазне
- Іваничі
- Корчин
- Перетоки
- Садки
- Ставок
- Чудви